# Swall Meadows (California)
Swall Meadows es un lugar designado por el censo ubicado en el condado de Mono en el estado estadounidense de California. En el año 2010 tenía una población de 220 habitantes.

## Geografía
Swall Meadows se encuentra ubicado en las coordenadas 37°30′21.81″N 118°38′33.56″O / 37.5060583, -118.6426556.